# Jacco Pekelder
Jacco Pekelder (* 21. Dezember 1967) ist ein niederländischer Historiker und Professor für Neuere und Neueste Geschichte der Niederlande an der  Universität Münster.

## Leben
Von 1986 bis 1992 studierte er Geschichte an der Universität Utrecht mit Spezialisierung in der Geschichte der internationalen Beziehungen. In Utrecht wurde er 1998 mit einer Arbeit über die Niederlande und die DDR promoviert. Danach arbeitete er als Wissenschaftler an der Universität Nijmegen (1999–2001) und an der Universität Amsterdam (2002–2007) sowie erneut an der Universität Utrecht (2007–2021), wo er im Jahr 2017 zum Associate Professor für die Geschichte der internationalen Beziehungen ernannt wurde. Daneben nahm er zahlreiche Gastaufenthalte an Universitäten in Deutschland und den USA wahr und wurde im Juli 2015 zum Honorarprofessor für die Neueste Geschichte Westeuropas an der Universität des Saarlandes bestellt.
Seit 2021 ist er Professor für Neuere und Neueste Geschichte der Niederlande an der Universität Münster und Direktor des dortigen Zentrums für Niederlande-Studien.
Seine Forschungsschwerpunkte sind Deutschland und die Niederlande in Europa, insbesondere nach 1945, sowie die Geschichte der politischen Gewalt und des Terrorismus, vor allem seit 1968.

## Schriften (Auswahl)
- Die Niederlande und die DDR. Bildformung und Beziehungen 1949–1989. Münster 2002, ISBN 3-89688-161-2.
- „Ich liebe Ulrike“. Die R.A.F. und die Niederlande 1970–1980. Münster 2012, ISBN 978-3-89688-472-5.
- Neue Nachbarschaft. Deutschland und die Niederlande, Bildformung und Beziehungen seit 1990. Münster 2013, ISBN 978-3-89688-510-4.
- mit Joep Schenk und Cornelis van der Bas: Der Kaiser und das „Dritte Reich“. Die Hohenzollern zwischen Restauration und Nationalsozialismus. Göttingen 2021, ISBN 3-8353-3956-7.